# Is This Real?
Is This Real? är det första studioalbumet av punkbandet Wipers från Portland, Oregon, ursprungligen utgivet på vinyl i januari 1980 av Park Avenue Records.
Albumet återutgavs på CD av Sub Pop 1993, med tre bonusspår från EP:n Alien Boy som utgavs kort efter albumet.
2001 gjorde bandets frontman Greg Sage en digital remaster av albumet varpå utgivning följde genom hans eget skivbolag, Zeno Records, som del av en samling bestående av bandets tre första studioalbum.
Albumet fick ytterligare en remaster 2006 med det ursprungliga rullbandet som källa, tillhandahållet av Greg Sage. Därefter återutgavs albumet igen, denna gång på LP av Jackpot Records.

## Låtlista

### LP[6]

#### Sida +
| Nr | Titel                  | Längd |
| -- | ---------------------- | ----- |
| 1. | Return of the Rat      | 2:36  |
| 2. | Mystery                | 1:45  |
| 3. | Up Front               | 3:05  |
| 4. | Let's Go Let's Go Away | 1:47  |
| 5. | Is This Real?          | 2:37  |
| 6. | Tragedy                | 1:58  |
| 7. | Alien Boy              | 3:18  |

#### Sida -
| Nr | Titel                | Längd |
| -- | -------------------- | ----- |
| 1. | D-7                  | 4:05  |
| 2. | Potential Suicide    | 3:35  |
| 3. | Don't Know What I Am | 3:00  |
| 4. | Window Shop for Love | 2:58  |
| 5. | Wait A Minute        | 3:05  |

### CD[7]
| Nr  | Titel                                                  | Längd |
| --- | ------------------------------------------------------ | ----- |
| 1.  | Return of the Rat                                      | 2:36  |
| 2.  | Mystery                                                | 1:45  |
| 3.  | Up Front                                               | 3:05  |
| 4.  | Let's Go Away                                          | 1:47  |
| 5.  | Is This Real?                                          | 2:37  |
| 6.  | Tragedy                                                | 1:58  |
| 7.  | Alien Boy                                              | 3:18  |
| 8.  | D-7                                                    | 4:05  |
| 9.  | Potential Suicide                                      | 3:35  |
| 10. | Don't Know What I Am                                   | 3:00  |
| 11. | Window Shop for Love                                   | 2:58  |
| 12. | Wait A Minute                                          | 3:05  |
| 13. | Image of Man (bonusspår från EP:n ’’Alien Boy’’)       | 2:32  |
| 14. | Telepathic Love (bonusspår från EP:n ’’Alien Boy’’)    | 1:33  |
| 15. | Voices in the Rain (bonusspår från EP:n ’’Alien Boy’’) | 1:23  |